# Svájci német nyelv
A svájci német nyelv (németül: Schweizerdeutsch, Schwyzerdütsch, Schwiizertüütsch, Schwizertitsch) gyűjtőfogalom, amely a német ajkú lakosság által Svájcban beszélt alemann (német) nyelvjárásokat jelöli.
A „svájci német” kifejezést a standard német (Hochdeutsch) ellenében használják, amely a Németországban beszélt német, és 21 svájci kanton hivatalos nyelve.
Szigorúan nyelvészeti szempontból a Svájcban beszélt nyelvjárások nem mutatnak lényeges eltéréseket az ausztriai Vorarlberg régióban, a Liechtensteini Hercegségben, Németország szomszédos régióiban, Elzászban (ma Franciaország) beszélt népnyelvektől. és az észak-olaszországi Walser közösségekben beszéltektől. Valójában mindegyik az alemann nyelvjárás változata.

## A svájci német nyelvjárások felosztása
Bár általában kölcsönösen érthetőek, a svájci-német nyelvjárások eltérő eredetűek, és hangtani szempontból még ma is jelentős eltéréseket mutatnak.

### Alacsony alemann
Bázel városának dialektusa az alsó-alemann nyelvjárási csoporthoz tartozik, és jelentős hasonlóságot mutat az elzászi nyelvvel és Baden-Württemberg délnyugati területének dialektusaival.

### Magas alemann
Olaszországban, Liechtensteinben és Ausztriában a legmagasabb alemann mátrix dialektusait beszélik. Ezekben a nyelvjárásokban van a legszembetűnőbb különbség az írott német nyelvtől és más nyelvjárásoktól is.

## Tiroli
A tiroli típusú dialektust csak az osztrák határon fekvő svájci Graubünden kanton Samnaun településén, meg Tirol egész területén beszélik, és hasonló a Dél-Tirolban beszélt dél-tiroli dialektushoz.

## A német nyelv használata Svájcban
A standard német, amely lényegében megegyezik Németország és Ausztria hivatalos nyelvével, 17 svájci kanton hivatalos nyelve is.
A német ajkú Svájc azonban kiemelkedik minden európai nyelvi valóság közül a diglosszia (kétnyelvűség) helyzetének megerősítésével. Míg a francia nyelvű Svájcban a dialektus használata valójában megszűnt, és az olasz nyelvű Svájcban szigorúan népnyelvi és folklór kontextusra korlátozódik, addig a német nyelvű Svájcban a dialektus a szóbeliség minden vonatkozásában uralkodó idióma lett. kommunikáció a mindennapi életben és a médiában.

### Történeti evolúció
A 20. századra a nyelvjárás használata lényegében a magánéletre korlátozódott. Kizárólag az alsó társadalmi osztályok használták, a családon belüli beszélgetésekre korlátozódott. Gyakran finomabb akcentusokat és szavakat használtak a felsőbb társadalmi osztályok tagjai, akik a franciát (Bern és Bázel) vagy a normál németet (Zürich) kedvelték. A nyelvjárás mint a szóbeli kommunikáció univerzális nyelvének megerősítése az első világháború és különösen a németországi nácizmus felemelkedése miatt következett be Svájcban. Az 1960-as évektől kezdődően a dialektus terjedni kezdett a médiában, és általánosan elfogadottá vált  a mindennapi társalgás eszközeként.

### A német nyelv szóbeli használata
Hagyományosan az írott németet az „ész nyelvének” (Sprache des Verstandes) tartják, ellentétben a beszélt dialektussal, amely a „szív nyelve” kell maradjon.
A szóbeli kommunikáció során a standard német nyelv használata bizonyos, intézményi szempontból különösen fontos helyzetekre korlátozódik. A politikai szférában szövetségi szintű hivatalos beszédekben azt használják. A nyelvjárás ezzel szemben a helyi szintű beszédekben, a televíziós vitákban és a köznapi beszédben érvényesül. A médiában a köztelevíziók és rádiók főbb híradásaiban, valamint a külföldi filmek szinkronizálásában továbbra is a szabványos német nyelv használata dominál. A dialektus meghonosodott a szórakoztató adásokban és talkshow-kban. Az iskolákban a hivatalos német nyelv használata kötelező az órákon, míg a nyelvjárás használata elfogadott a tanár és diák közötti közvetlen kommunikációban.
Az összes többi interakciós helyzetet a dialektus uralja, amelyről a németül beszélő svájciak több mint fele azt mondja, hogy a mindennapi élet minden kontextusában kizárólag azt használja. A standard német nyelv használata azokra a beszélgetésekre korlátozódik, amelyekben van olyan beszélgetőpartner, aki nem tudja kifejezni magát egy svájci német dialektusban. Azokban a helyzetekben, ahol a különböző nyelvjárásokat beszélők találkoznak, s mindenki a saját nyelvjárását beszéli, lehetőleg kerülni illik a helyi kifejezéseket.

### A német nyelv írásbeli használata
Az írásbeli kommunikáció továbbra is főként a hivatalos német nyelven zajlik. Az utóbbi időkben a köznyelvi írott idiolektusok elterjedésével, például a mobiltelefonban (SMS-nyelv ) és az információtechnológiában (chat és e-mail szakzsargon), azonban az írott nyelvjárás használata jelentősen megnőtt anélkül, hogy bármiben is sikerült volna megállapodniuk a nyelvtani és helyesírási szabályokban.
A svájci német különböző változataiban megjelenő irodalom érdekes és olykor jelentős színvonalú, amelyet például a Dieter Fringeli által szerkesztett Mach keini Schprüch című verses antológia dokumentál, amelyet az Ammann Verlag jelentet meg. Különösen gazdag a berni dialektusban készült irodalom, amely megjelenik Jeremias Gotthelf (1797–1854) hatalmas művében, amelyet Mani Matter (1936–1972) énekes-dalszerző költői dalai idéznek, és művészi értékében is elismerik az irodalmárok a Beat Sterchi műveiért adott díjakkal.

### Az írott nyelv és a nyelvjárás egyensúlya
A svájci német a nyilvános kommunikációban erőteljes fejlődésen ment keresztül az elmúlt évtizedekben. Más hasonló tapasztalatokkal (galíciai, luxemburgi) ellentétben a svájci német továbbra is a nem kodifikált és nem hivatalos dialektusok kontinuuma. Ha a média az ismert és köznyelvi kommunikáción kívül is hozzájárult a dialektus megerősítéséhez, egyúttal hozzászoktatta a svájci lakosságot, hogy hallgassa a Németországban beszélt német nyelvet. A német magántelevíziós hálózatoknak sikerült megállniuk helyüket a svájci piacon azáltal, hogy sorozatokat, filmeket és valóságshow-kat kínálnak normál német nyelven. A helyi svájci partikularizmus kialakulásával egy időben a kulturális kapcsolat Németországgal ezáltal erősödött.

#### Tőszámnevek 0-tól 20-ig
Null (nulla), Ais (egy), Zwo (kettő), Drüü (három), Viär (négy), Foif (öt), Säx (hat), Siibe (hét), Acht (nyolc), Nüün (kilenc), Zää (tíz), Elf (tizenegy), Zwölf (tizenkettő), Drizza (tizenhárom), firza (tizennégy), füfza (tizenöt), sachza (tizenhat), siibza (tizenhét), achza (tizennyolc), nüünza (tizenkilenc), zwanzk (húsz). (A vastagon szedett számok megfelelnek a standard németben is használt alakoknak.)

## Fordítás
Ez a szócikk részben vagy egészben  a   Lingua svizzero-tedesca című olasz Wikipédia-szócikk ezen változatának fordításán alapul.  Az eredeti cikk szerkesztőit annak laptörténete sorolja fel. Ez a jelzés csupán a megfogalmazás eredetét és a szerzői jogokat jelzi, nem szolgál a cikkben szereplő információk forrásmegjelöléseként.